# Barney Frank
Barney Frank (født 31. marts 1940) er en amerikansk politiker. Siden demokraternes sejr ved valget i 2007 har han været formand for finansudvalget i Repræsentanternes Hus og betragtes som den mest fremtrædende homoseksuelle politiker i USA. 
Frank blev valgt første gang 1981 i Massachusetts' 4. kongresvalgdistrikt, hvor han sad indtil 2013, hvor han overlod posten til Joseph P. Kennedy III.
I 1987 erklærede Frank offentligt, at han var bøsse.